# Gazeta literară
Gazeta literară a fost revista Uniunii Scriitorilor din Republica Populară Română și a apărut săptămînal la București în perioada 18 martie 1954 - 3 octombrie 1968. Titlul a fost calchiat după Literaturnaia gazeta, cea mai importantă gazetă de literatură sovietică. Concepută după modelul sovietic al săptămânalului Literaturnaia gazeta, revista Gazeta Literară a fost principala tribună a realismului socialist în versiunea românească.
Director al revistei, care apărea cu 8 pagini și într-un tiraj de 23.000 de exemplare, era Zaharia Stancu, cumulând funcția cu aceea de director al Teatrului Național din București.
După 1968 i-a fost schimbată denumirea în România Literară, tocmai pentru a relua o tradiție a unei gazete mai vechi, editată de poetul Vasile Alecsandri. Acest fapt s-a datorat și unei tendințe a PCR de a renunța la valorile culturii sovietice și de a recupera tradiții culturale naționale, în perioada Primăverii de la București, care s-a întins între anii 1965, odată cu venirea lui Nicolae Ceaușescu la putere și 1971, după adoptarea Tezelor din Aprilie, corespunzătoare ideilor revoluției culturale lansate de Mao Zedong. 